# Nadine Gordimer
Nadine Gordimer (Joanesburgo, 20 de novembro de 1923 — Joanesburgo, 13 de julho de 2014) foi uma escritora sul-africana. É autora de mais de 30 livros, na sua maioria crônicas sobre a deterioração social que afetou a África do Sul durante o regime do apartheid. Desde o romance de estreia, The Lying Days (1953), até The Conservationist (1974), obra com que foi vencedora do Prêmio Man Booker, dedicou-se a dramatizar as difíceis escolhas morais surgidas numa sociedade marcada pela segregação racial.
Recebeu o Nobel de Literatura de 1991 e, mais recentemente, a Legião da Honra, na França. Continua a explorar os problemas que assolam o país em livros como O engate (2004) e Beethoven was one-sixteenth black and other stories (Beethoven era 1/16 negro e outros contos).
A escritora foi uma das mais importantes vozes contra o apartheid na África do Sul e, a maior parte dos seus mais de 30 livros, foi focada na situação social do país durante esse período.

## Obras

### Ficção
- The Lying Days (1953)
- A World of Strangers (1958)
- Occasion for Loving (1963)
- The Late Bourgeois World (1966)
- A Guest of Honour (1970)
- The Conservationist (1974) - vencedor do Prêmio Man Booker de 1974
- Burger's Daughter (1979)
- July's People (1982)
- A Sport of Nature (1987)
- My Son's Story (1990)
- None to Accompany Me (Ninguém para Me Acompanhar, tradução de Beth Vieira) (1994)
- The House Gun (A Arma da Casa, tradução de Paulo Henriques Britto) (1998)
- The Pickup (O Engate, tradução de Beth Vieira) (2001)
- Get a Life (De Volta À Vida, tradução de Ivo Korytowski) (2005)
- No Time Like the Present (O Melhor Tempo É o Presente, tradução de Paulo Henriques Britto) (2005)

### Coletâneas de contos
- Face to Face (1949)
- Town and Country Lovers
- The Soft Voice of the Serpent (1952)
- Six feet of the Country (1956)
- Not for Publication (1965)
- Livingstone's Companions (1970)
- Selected Stories (1975)
- No Place Like: Selected Stories (1978)
- A Soldier's Embrace (1980)
- Something Out There (1984)
- Correspondence Course and other Stories (1984)
- The Moment Before the Gun Went Off (1988)
- Jump: And Other Stories (1991)
- Why Haven't You Written: Selected Stories 1950-1972 (1992)
- Loot: And Other Stories (2003)
- Beethoven was one-sixteenth black and other stories (Beethoven Era 1/16 Negro, tradução de Beth Vieira) (2009)

### Peças
- The First Circle (1949) publicado em Six One-Act Plays

### Ensaios
- The Essential Gesture (1988)
- The Black Interpreters (1973)
- Writing and Being (1995)

### Outras
- On the Mines (1973)
- Lifetimes Under Apartheid (1986)